# Acanthocepola krusensternii
 Acanthocepola krusensternii és una espècie de peix de la família dels cepòlids i de l'ordre dels perciformes.
Es troba des del sud del Japó fins al Mar de la Xina, Indonèsia i el nord-oest d'Austràlia. Viu a aigües poc pregones i pot atènyer a l'edat adult fins a 40 cm.